# حوزه انتخابیه شانزدهم اوهایو
حوزه انتخابیه شانزدهم اوهایو یک حوزه انتخابیه مجلس نمایندگان آمریکا است که در ایالت اوهایو قرار دارد.